# اکبر صارم‌الدوله
اکبر میرزا صارم‌الدوله (۳ محرم ۱۳۰۴ قمری تا ۸ آذر ۱۳۵۴ شمسی) که نام خانوادگی مسعود،سلطانی برگزید، سیاستمدار و دیپلمات دورهٔ قاجار و اوایل دورهٔ پهلوی و وزیر امورخارجه ایران از ۱۴ اسفند ۱۲۹۴ تا ۷ شهریور ۱۲۹۵ بود. وی هشتمین پسر شاهزاده مسعود میرزا ظل‌السلطان و نوهٔ ناصرالدین شاه قاجار بود.

## زندگی و فعالیتها
اکبر مسعود در یکشنبه ۳ محرم ۱۳۰۴ قمری در اصفهان متولد شد. وی پس از اتمام تحصیلات مقدماتی در اصفهان همراه دیگر فرزندان درباریان به کالج اصفهان یا همان   استیوارت مموریال کالج  اصفهان که بعدا به  دبیرستان ادب تغییر نام  یافت  ثبت نام  و پس از فراگرفتن دروس مختلف و زبان انگلیسی برای ادامه تحصیل به انگلستان رفت و قبل از مشروطیت به ایران بازگشت. صارم الدوله روابط نزدیکی با انگلیسی‌ها داشت.در آن عهد تنها دبیرستان که معلمین خارجیان بودند و آموزش دروس نیز به زبان انگلیسی بود در اصفهان همین کالج ادب برای پسران و کالج دختران بهشت آیین بود و محصلین در این مدارس اعزام به فرنگستان را قطعی می‌دانستند 
وی پس از درگذشت شوهر خواهرش قهرمان میرزا سردار اعظم به لقب صارم الدوله ملقب شد. در سال ۱۲۹۴ خورشیدی وزیر فواید عامه شد و چند ماه پس از آن به وزارت امور خارجه منصوب شد. در سال ۱۲۹۶ والی اصفهان شد و در سال ۱۲۹۷ در کابینهٔ حسن وثوق‌الدوله با صلاح‌دید سفارت انگلیس وزیر مالیه شد. وی در این سمت به همراه وثوق‌الدوله و فیروز نصرت‌الدوله قرارداد ۱۹۱۹ را که انگلیس پشتیبان و خواهان آن بود امضاء نمود و در پیشبرد آن تلاش کرد.
صارم‌الدوله پس از کنار رفتن کابینهٔ وثوق‌الدوله در سال ۱۲۹۹ والی کرمان و در ۱۳۰۰ به ترتیب حکمران کرمانشاه و همدان بود. سپس از ۱۳۰۰ تا ۱۳۰۳ والی فارس شد. در زمان انتخابات مجلس پنجم رضاخان به صارم‌الدوله والی فارس نامه نوشت و از او خواست نامزدها را معرفی کند و مسلک و مرام آنها را توضیح دهد تا او دستور دهد کدامیک باید انتخاب شوند. صارم‌الدوله بار دیگر در زمان رضاشاه والی فارس شد. در سال ۱۳۰۷ در انتخابات دوره هفتم مجلس شورای ملی به نمایندگی اصفهان انتخاب شد. سال بعد متهم به تحریک ایلات فارس و بازداشت شد و مدتی تحت نظر بود. او در سال ۱۳۱۰ اجازه یافت به املاک خود در اصفهان مراجعت کند.

صارم الدوله در زمان سلطنت محمدرضا پهلوی در سال ۱۳۲۸ به عضویت مجلس مؤسسان برای اصلاحاتی در قانون اساسی انتخاب شد.
تأسیس مدرسهٔ دولتی اکبریه در اصفهان در زمان حیات این شاهزاده بوده‌است.

## زندگی شخصی
صارم الدوله دو بار ازدواج کرد. همسر اولش افتخاراعظم دختر میرزا علی اصغر اتابک و همسر دومش ملک آفاق، صیغه‌ای بود. او از این ازدواج‌ها صاحب ۳ پسر و ۲ دختر شد. خسرو میرزا، اصغر میرزا و ویکتوریا و نصرت فرزندان افتخار اعظم و انور میرزا و نصرت فرزندان ملک آفاق بودند.